# Лабарр де Бомарше, Антуан де
Антуан Лабарр де Бомарше (фр. Antoine Emmanuel La Barre de Beaumarchais; 1698, Камбре — ок. 1750, Германия) — французский каноник и литератор, издававшийся в Нидерландах.

## Биография
Внебрачный ребёнок, крещён в Турне 22 декабря 1698 года и воспитывался тёткой.
1 июля 1725 года в Гааге Антуан заключил брак с Жоанной ла Фонтэм. В 1726 году у них родилась дочь Эжен.